# Parascolymia

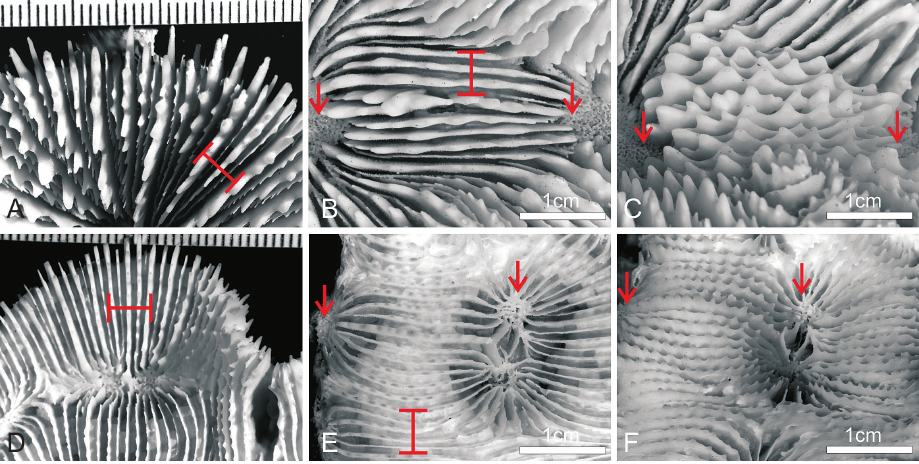
Parascolymia vitiensis (A-C) y P. rowleyensis (D-E): A) septa en espécimen monocéntrico; B) vista de los costosepta en espécimen policéntrico; C) vista lateral de la misma porción del espécimen B; D) cálices periféricos de un espécimen; E) vista de los costosepta en espécimen D; F) vista lateral de la misma porción del espécimen E. Flechas rojas indican la posición de la columella en coralitos adyacentes, corchetes rojos situados perpendicularmente a los costosepta muestran el número de costosepta interceptados en 1 cm de transección

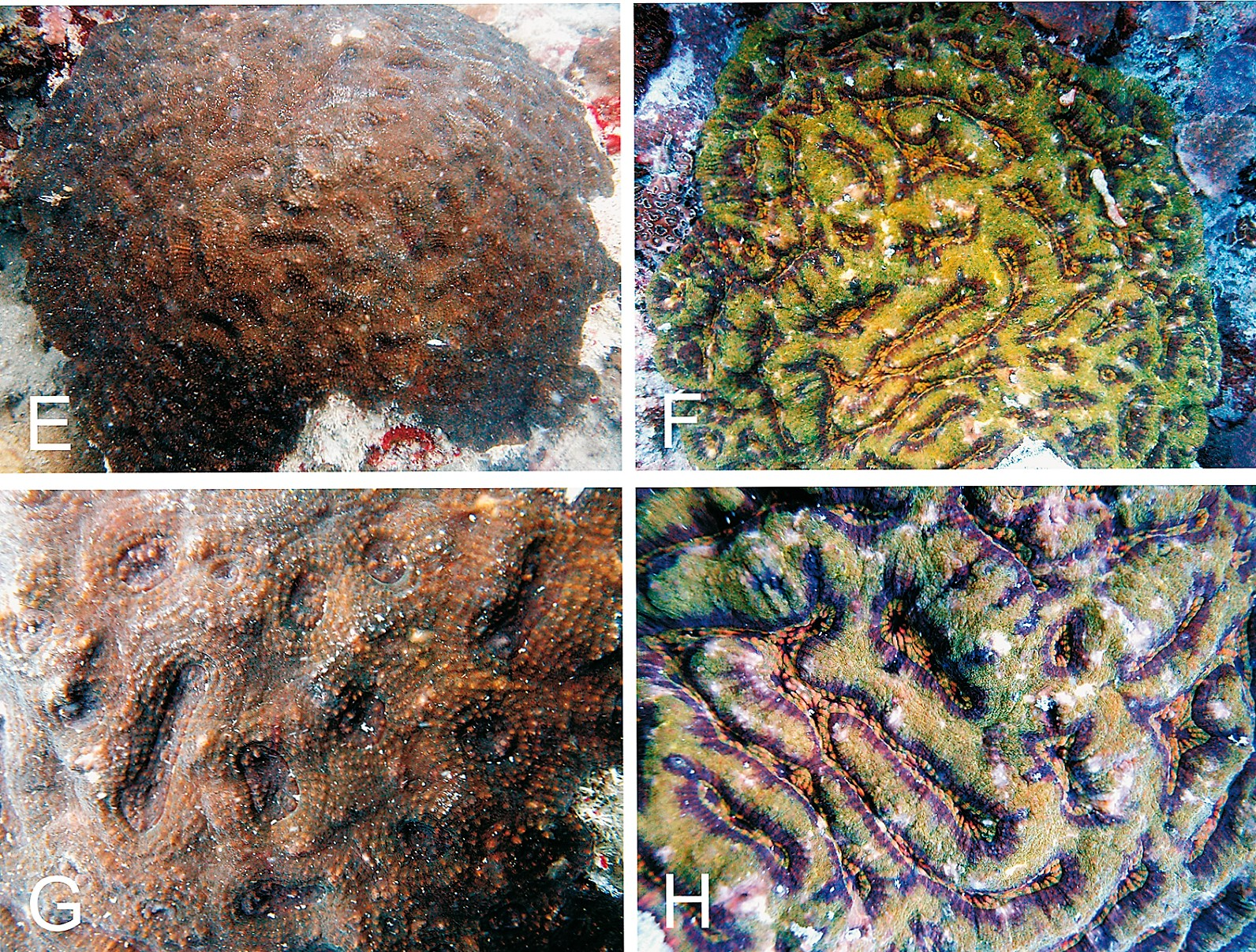
Parascolymia rowleyensis (E-G) fotografiadas in situ: G) primer plano de la misma colonia que en E; H) primer plano de la misma colonia que en F.

Parascolymia es un género de corales que pertenece a la familia Lobophylliidae, orden Scleractinia.  
Hasta 2014 era un género monotípico, con Parascolymia vitiensis como única especie, pero Arrigoni et al. realizaron análisis filogenéticos y micro morfológicos de la familia Lobophylliidae, concluyendo que Australomussa es sinonimia de Parascolymia, por lo que el Registro Mundial de Especies Marinas ha incluido a Australomussa rowleyensis, su única especie, en Parascolymia.

## Especies
El Registro Mundial de Especies Marinas reconoce las siguientes especies válidas en Parascolymia:
- Parascolymia rowleyensis (Veron, 1985)
- Parascolymia vitiensis (Brüggemann, 1877)

Especie reconocida como sinonimia: 
- Parascolymia fungiformis Chevalier, 1975 aceptada como Parascolymia vitiensis (Brüggemann, 1877)

## Morfología
Las colonias son aplanadas, con forma de loma o yelmo. También se dan ejemplares de un solo pólipo, con formas más o menos circulares, achatadas, y anclados al sustrato por un corto tallo. Los coralitos, o esqueletos individuales de los pólipos, forman valles superficiales, de entre 8 y 20 mm de anchura, separados por muros gruesos. La interrelación entre los coralitos es de tipo laminar. Los septa, o placas radiales internas del coralito, ascienden desde la columela a un muro, desde el que los costae, o placas radiales que interconectan los coralitos de la colonia, descienden hacia la periferia. Estos septa están ampliamente espaciados, ocupando 6 septa cada 5 mm. Tanto los septa como los costae son robustos, con grandes dientes. Tienen columela trabecular esponjosa.
Sus tentáculos aparecen por la noche, rodeando el disco oral, con el fin de atrapar presas de plancton.
El color del tejido del pólipo puede ser azul-gris uniforme, o puede tener valles con tonos crema y verde, o tonos rojos, rosa, naranja, púrpura, amarillos, marrones o verdes. El tejido del pólipo sobre los septa es diferente en color y/o textura del que recubre los costae. 

## Hábitat y distribución
Su distribución geográfica comprende el océano Indo-Pacífico, desde Madagascar hasta Pitcairn. Son especies generalmente no comunes, aunque localmente pueden ser comunes.
Habitan en todas las zonas del arrecife, en laderas anteriores y posteriores, lagunas y arenales entre arrecifes. Suele encontrarse en aguas superficiales, en un rango entre 5 y 40 m de profundidad. Aunque algunos ejemplares son bastante comunes en arrecifes profundos.

## Alimentación
Los pólipos contienen algas simbióticas; mutualistas, ambos organismos se benefician de la relación, llamadas zooxantelas. Las algas realizan la fotosíntesis produciendo oxígeno y azúcares, que son aprovechados por los pólipos, y se alimentan de los catabolitos del coral, especialmente fósforo y nitrógeno. Esto les proporciona del 70 al 95% de sus necesidades alimenticias. El resto lo obtienen atrapando plancton con sus tentáculos o absorbiendo materia orgánica del agua.

## Reproducción
Producen esperma y huevos que se fertilizan en el agua. Las larvas deambulan por la columna de agua hasta que se posan y fijan en el lecho marino, una vez allí se convierten en pólipos y comienzan a secretar carbonato cálcico para construir su esqueleto o coralito. 
Asimismo, se reproducen asexualmente mediante gemación del pólipo, dando origen a otros ejemplares y/o a la colonia. Esta reproducción asexual se puede dar en forma intratentacular o extratentacular.